# Bentley 4½ Litre
O Bentley 4½ Litre é um automóvel britânico baseado em um chassi construído pela Bentley Motors. Walter Owen Bentley substituiu o Bentley 3 Litre por um carro mais potente, aumentando a cilindrada do motor para 4,4 litros. Uma variante de corrida era conhecida como Blower Bentley.
Os compradores da Bentley usavam seus carros para transporte pessoal e providenciavam a instalação de seus novos chassis em diversos estilos de carroceria, principalmente sedãs ou carros de turismo. No entanto, a publicidade gerada por seu programa de competição foi inestimável para o marketing dos carros da Bentley.
Na época, fabricantes de automóveis renomados como Bugatti e Lorraine-Dietrich se concentraram em projetar carros para competir nas 24 Horas de Le Mans, uma popular pista de resistência automotiva criada apenas alguns anos antes. Uma vitória nessa competição elevava rapidamente a reputação de qualquer fabricante de automóveis.
Um total de 720 carros de 4,5 litros foram produzidos entre 1927 e 1931, incluindo 55 carros com motor superalimentado, popularmente conhecido como Blower Bentley. Um Bentley de 4,5 litros venceu as 24 Horas de Le Mans em 1928. Embora o desempenho competitivo do Bentley de 4,5 litros superalimentado não tenha sido excepcional, ele estabeleceu vários recordes de velocidade, sendo o mais famoso o Bentley Blower No. 1 Monoposto, em 1932, em Brooklands, com uma velocidade registrada de 222,03 km/h.

## Antecedentes e desenvolvimento

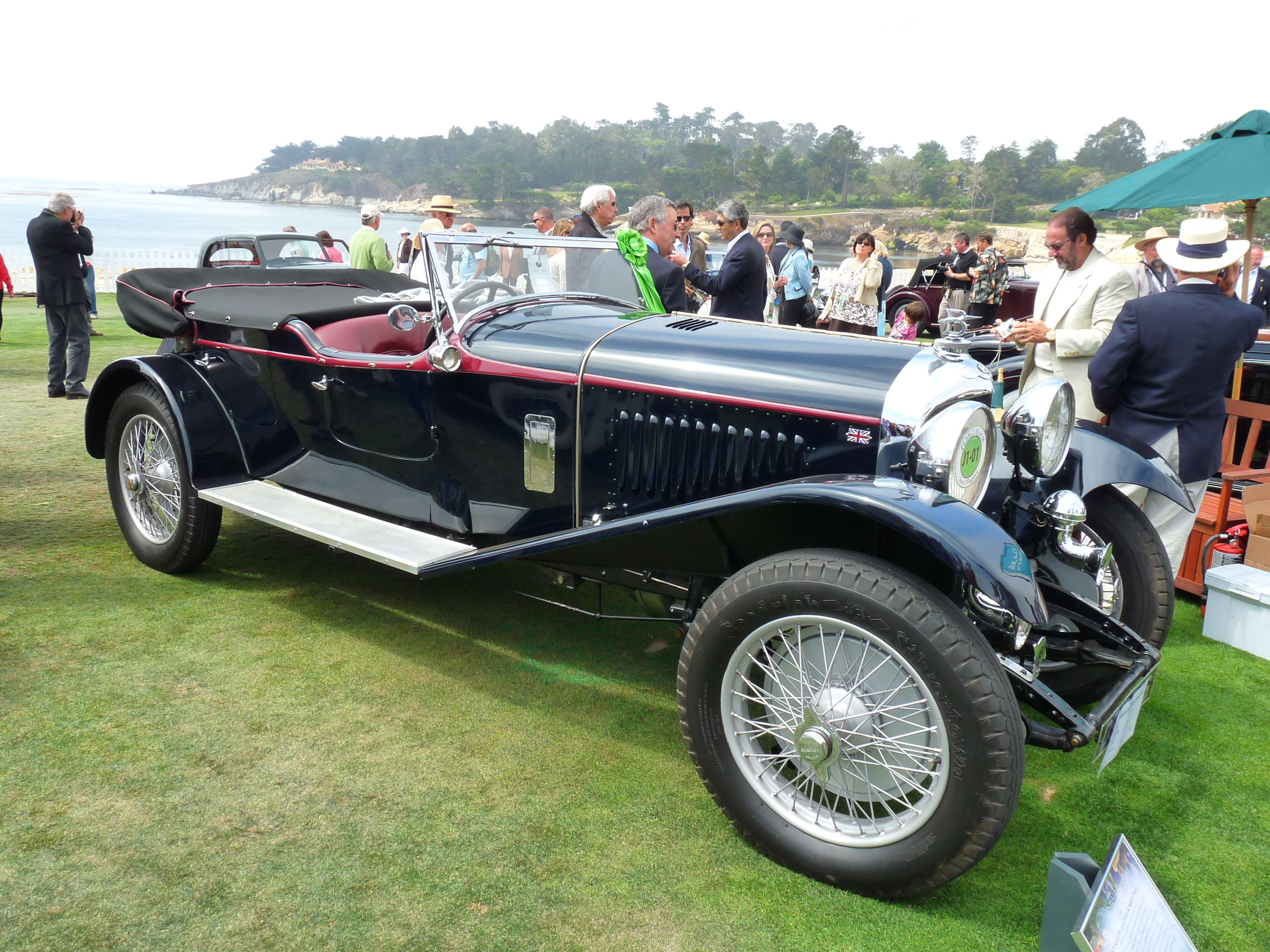
4½ Litre 1929 com carroceria original Thrupp & Maberly de quatro lugares

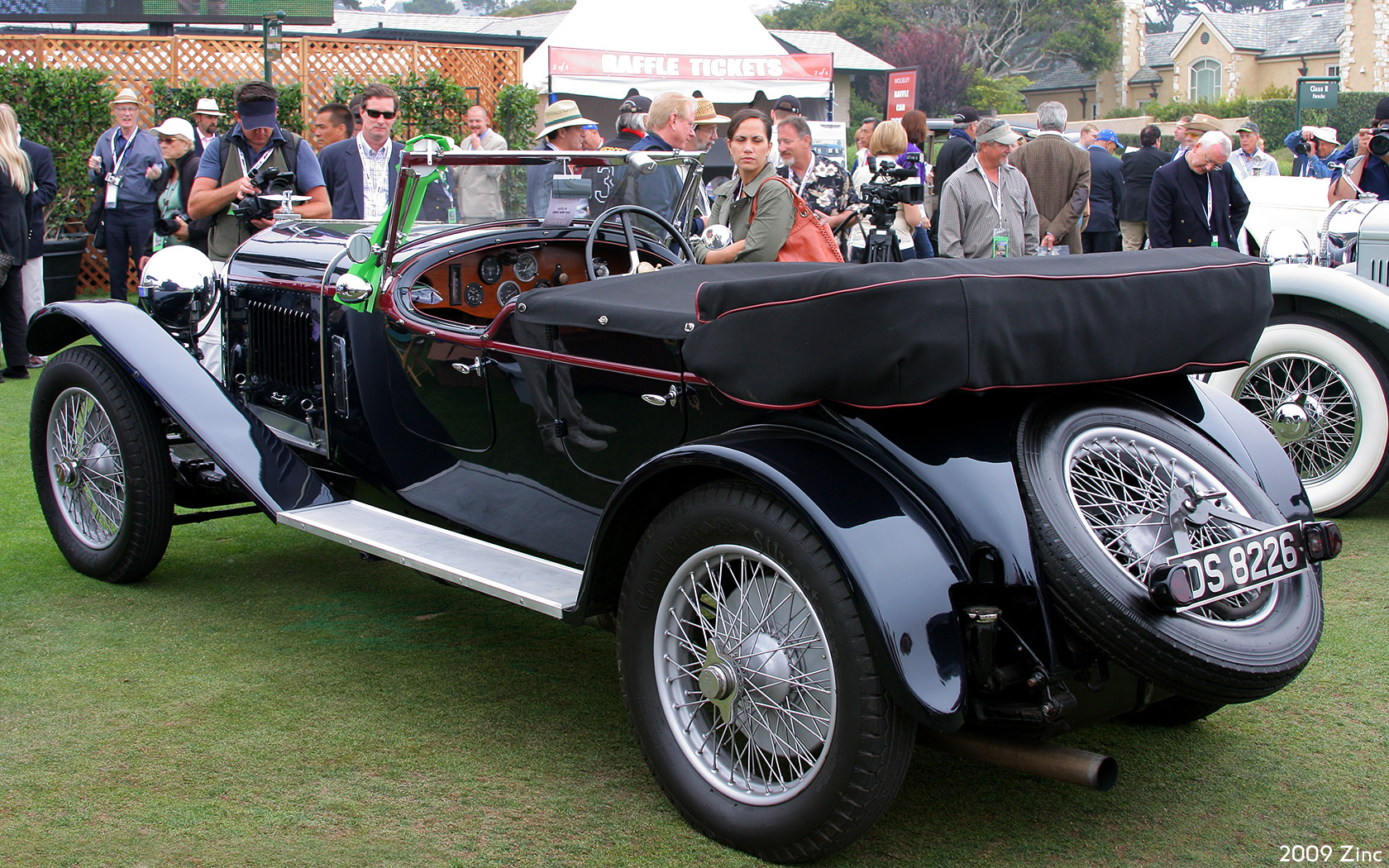
Muito poucos Bentleys antigos sobreviveram com sua carroceria de quatro lugares intacta

### Bentley nas 24 Horas de Le Mans
A corrida de resistência 24 Horas de Le Mans é uma corrida de 24 horas ao redor do Circuito de La Sarthe. A corrida inaugural foi realizada de 26 a 27 de maio de 1923 e atraiu muitos pilotos, a maioria franceses. Havia dois competidores estrangeiros na primeira corrida, Frank Clement e o canadense John Duff, este último vencendo a competição de 1924 em seu carro pessoal, um Bentley 3 Litre.
"Feitos com precisão e os melhores materiais", e com sucesso recente, os luxuosos carros Bentley atraíram a atenção. Após dois anos sem sucesso, Bentley convocou um grupo de homens britânicos ricos, "unidos pelo amor à despreocupação, à elegância da alfaiataria e à necessidade de velocidade", para renovar o sucesso da Bentley. Pilotos e mecânicos, esses homens, mais tarde apelidados de "Bentley Boys", conduziram os automóveis Bentley à vitória em diversas corridas entre 1927 e 1931, incluindo quatro vitórias consecutivas nas 24 Horas de Le Mans, e forjaram a reputação da marca.
Foi nesse contexto que, em 1927, a Bentley desenvolveu o Bentley 4½ Litre. Dois cilindros foram removidos do modelo de 6½ Litros, reduzindo a cilindrada para 4,4 litros. Na época, o 3 Litre e o 6½ Litre já estavam disponíveis, mas o 3 Litre era um modelo ultrapassado e de baixa potência, e a imagem do 6½ Litre foi manchada pelo baixo desempenho dos pneus.

### Tim Birkin e o Blower Bentley

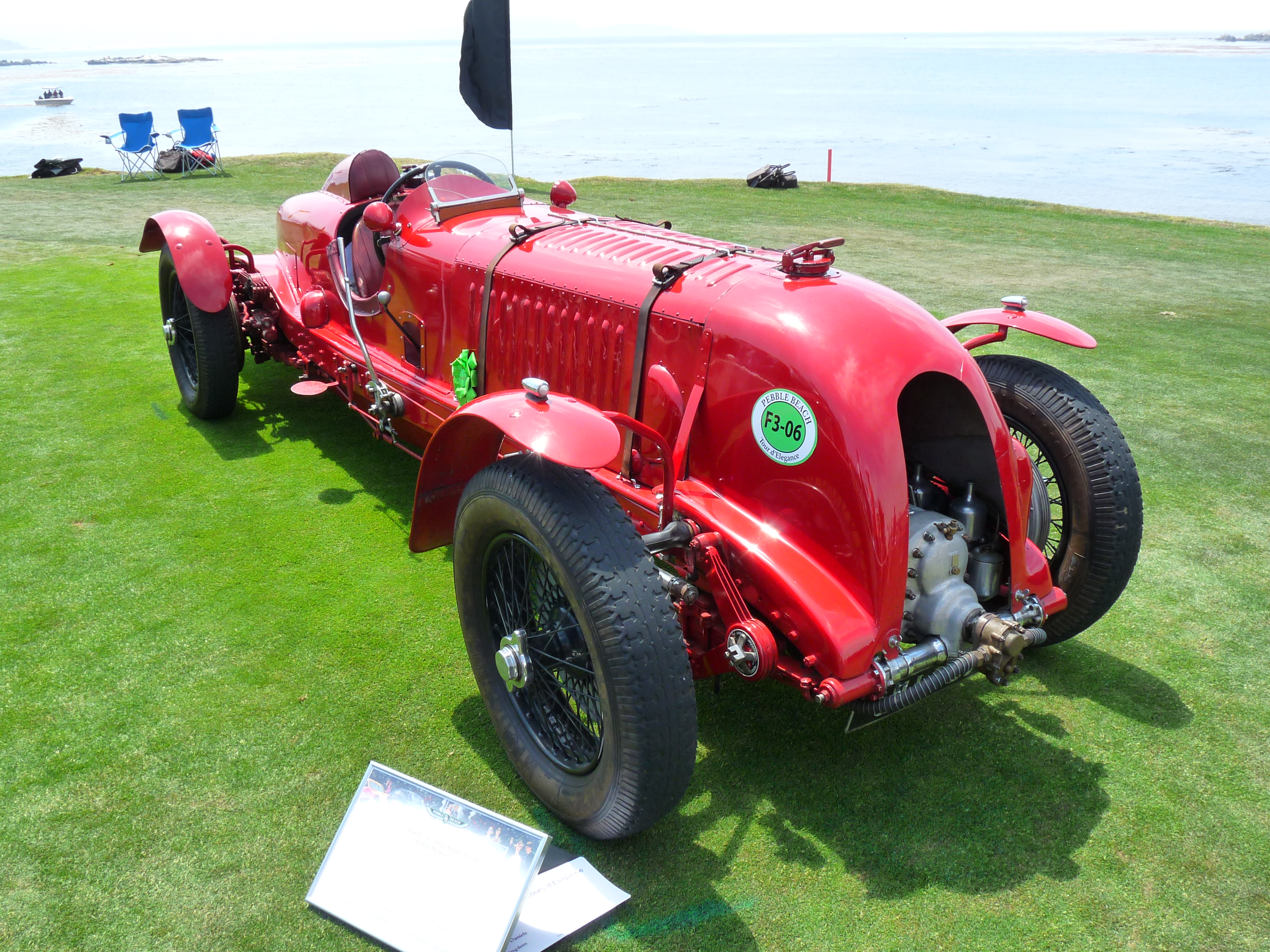
Bentley Blower No. 1 de Tim Birkin, exibido no Pebble Beach Concours d'Elegance de 2009

Sir Henry "Tim" Birkin, descrito como "o maior piloto britânico de sua época" por W. O. Bentley, era um dos Bentley Boys. Ele se recusou a seguir estritamente a afirmação de Bentley de que aumentar a cilindrada é sempre preferível à indução forçada. Birkin, auxiliado por um ex-mecânico da Bentley, decidiu produzir uma série de cinco modelos superalimentados para a competição nas 24 Horas de Le Mans; a Mercedes-Benz já utilizava superalimentadores há anos.
Assim nasceu o Bentley Blower de 4,5 litros. O primeiro Bentley superalimentado foi um FR5189 de 3 litros, superalimentado na fábrica de Cricklewood no inverno de 1926/7. O Bentley Blower nº 1 foi oficialmente apresentado em 1929 no Salão Internacional do Automóvel Britânico em Olympia, Londres. Os 55 exemplares foram construídos para atender aos regulamentos das 24 Horas de Le Mans. Birkin providenciou a construção dos carros superalimentados, tendo recebido a aprovação do presidente e acionista majoritário da Bentley, Woolf Barnato, e o financiamento da rica entusiasta de corridas de cavalos Dorothy Paget. O desenvolvimento e a construção dos Bentleys superalimentados foram feitos em uma oficina em Welwyn Garden City por Amherst Villiers, que também forneceu os superalimentadores.
W.O. Bentley era contrário à indução forçada e acreditava que "sobrecarregar um motor Bentley era perverter seu projeto e corromper seu desempenho". No entanto, tendo perdido o controle da empresa que fundou para Barnato, ele não conseguiu deter o projeto de Birkin.

## Especificações

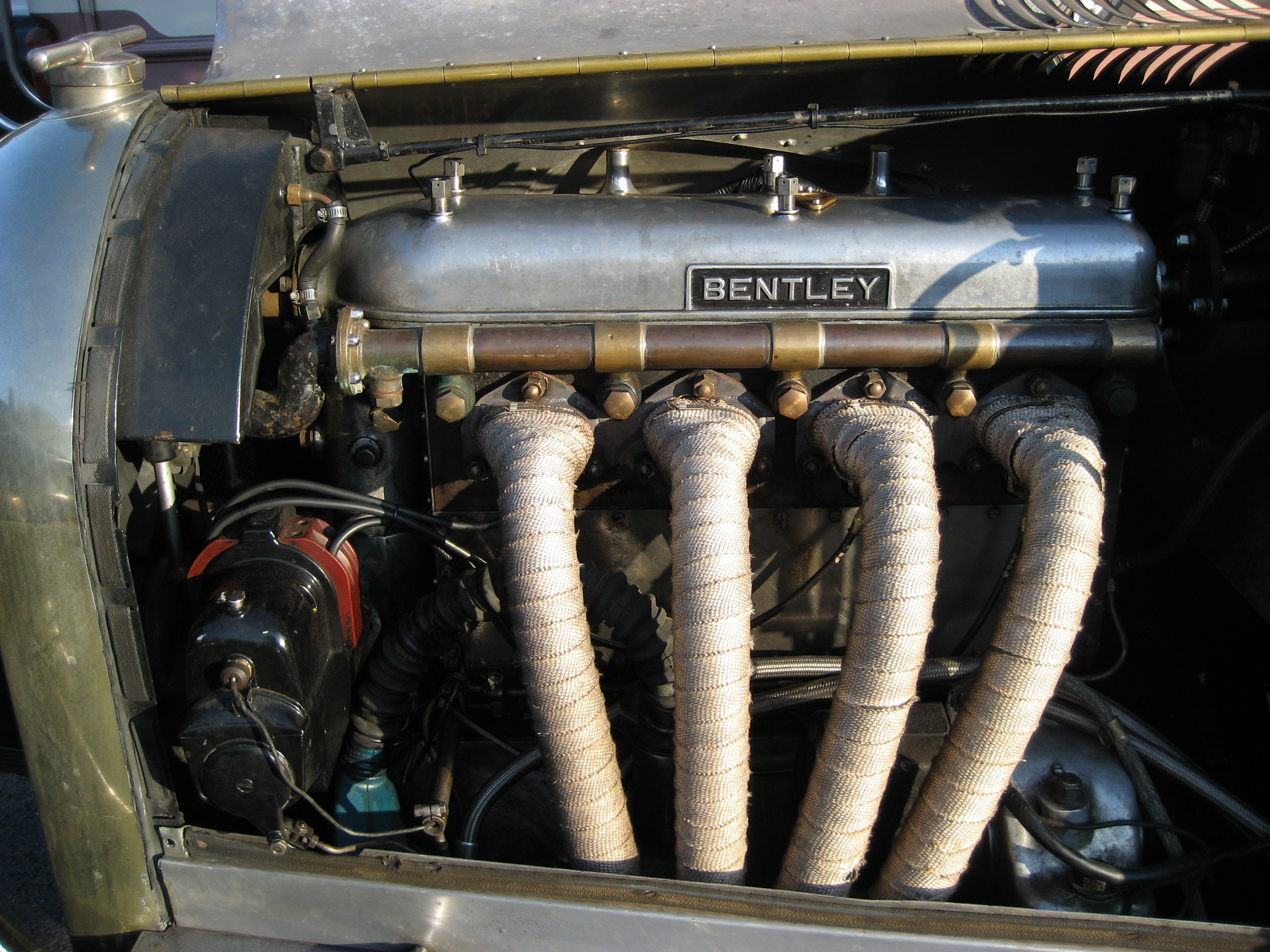
Motor

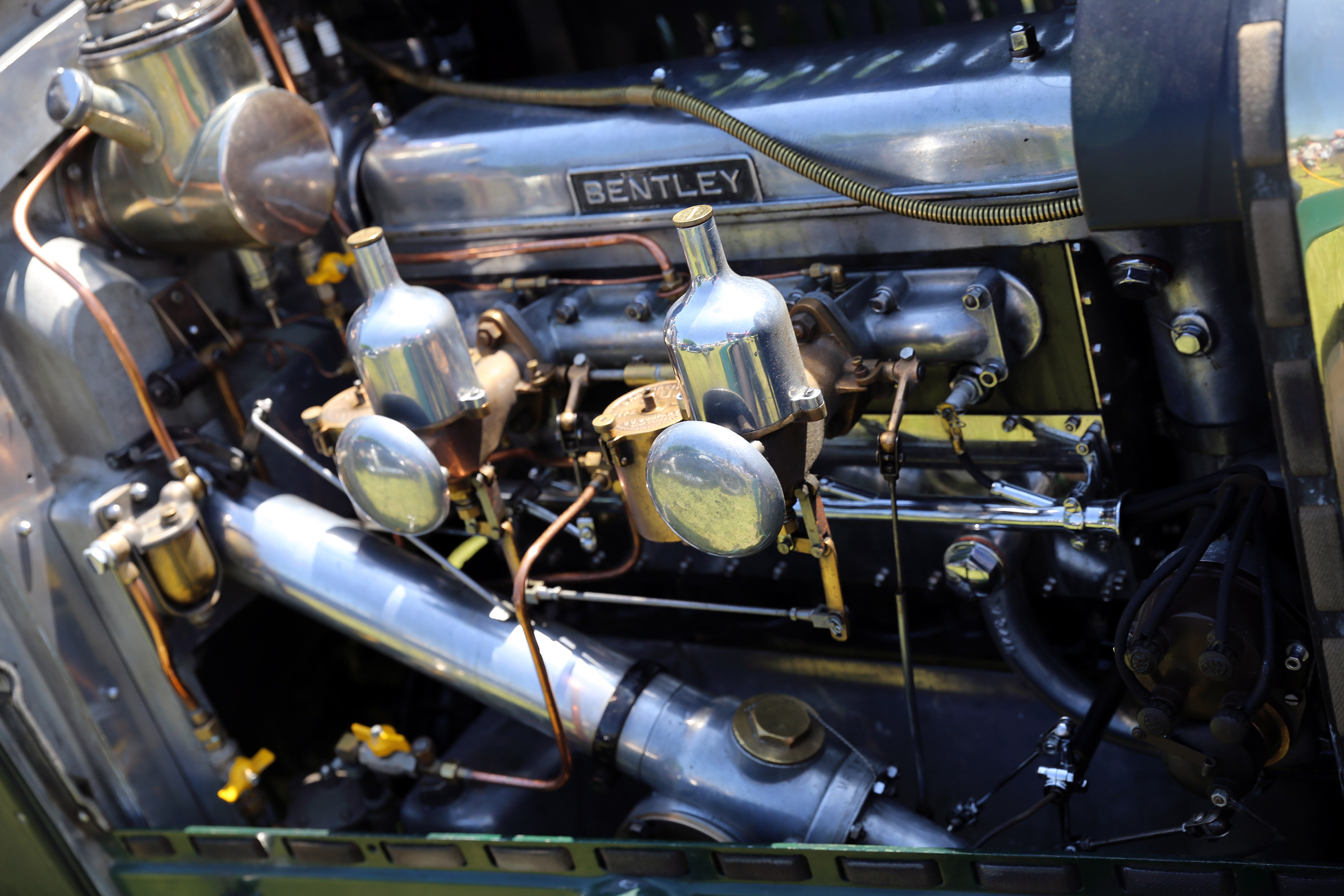
Motor

Embora o Bentley 4½ Litre fosse pesado, pesando 1.625 kg, e espaçoso, com 4.380 mm de comprimento e 3.302 mm de distância entre eixos, ele se mantinha bem equilibrado e dirigia com agilidade. A transmissão manual, no entanto, exigia habilidade, pois suas quatro marchas não eram sincronizadas.
A robustez do chassi treliçado do 4½ Litre, feito de aço e reforçado com tirantes, era necessária para suportar o pesado motor de quatro cilindros em linha de ferro fundido.
O motor era "resolutamente moderno" para a época. A cilindrada era de 4.398 cc: 100 mm de diâmetro e 140 mm de curso. Dois carburadores SU e ignição dupla com magnetos Bosch foram instalados. O motor produzia 110 hp para o modelo de turismo e 130 hp para o modelo de corrida. A rotação do motor era limitada a 4.000 rpm. Um único eixo de comando de válvulas no cabeçote, de fluxo cruzado, acionava quatro válvulas por cilindro, com inclinação de 30 graus. Este era um projeto tecnicamente avançado para uma época em que a maioria dos carros utilizava apenas duas válvulas por cilindro em um cabeçote de válvulas laterais. O eixo de comando de válvulas era acionado por engrenagens cônicas em um eixo vertical na frente do motor, como no motor de 3 litros.
Os tanques do Bentley – radiador, óleo e gasolina – tinham tampas de enchimento de liberação rápida que se abriam com um único toque de alavanca. Isso economizava tempo durante os pit stops.
Este 4½ era equipado com uma capota de lona esticada sobre uma carroceria Weymann leve. A estrutura do capô era muito leve, mas com alta resistência ao vento (as regras das 24 Horas de Le Mans entre 1924 e 1928 ditavam um certo número de voltas para as quais o capô precisava ser fechado). O volante media cerca de 45 cm de diâmetro e era envolto em corda trançada sólida para melhor aderência.
Os freios eram convencionais, consistindo em freios a tambor de 430 mm com aletas para melhor resfriamento e acionados por haste. Molas de lâminas semi-elípticas eram usadas na dianteira e na traseira.

Cupê pela Harrison 1928
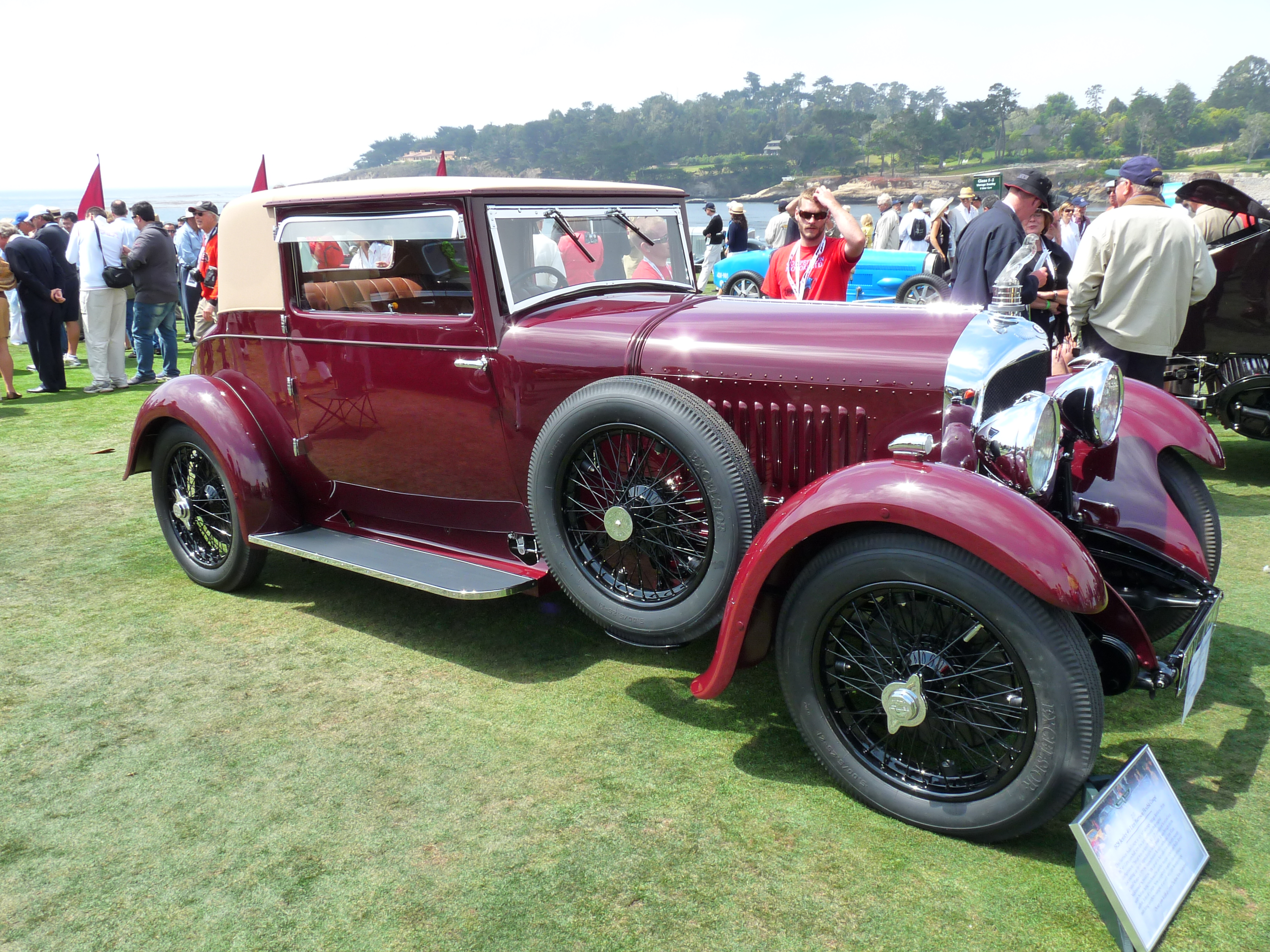
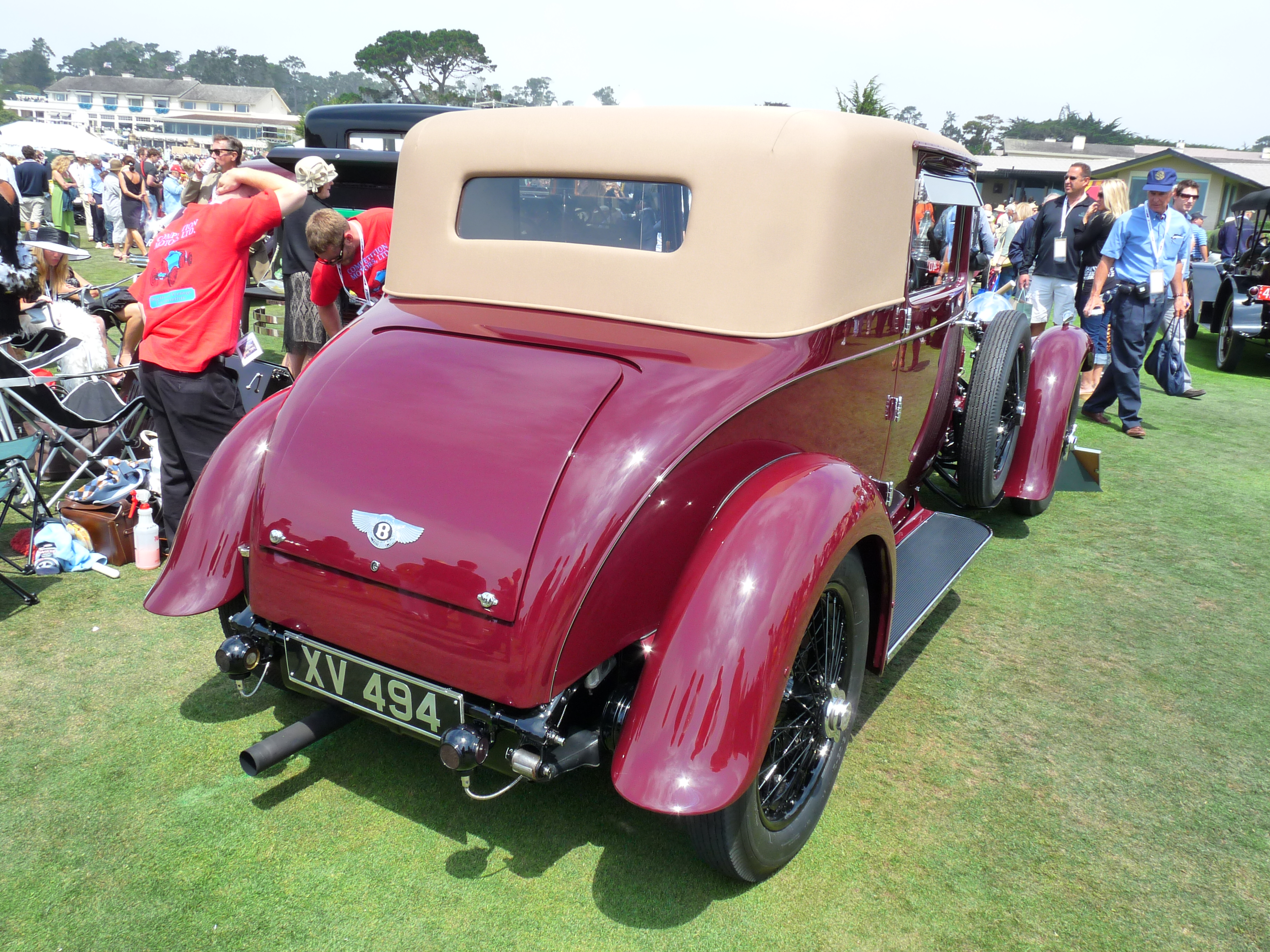
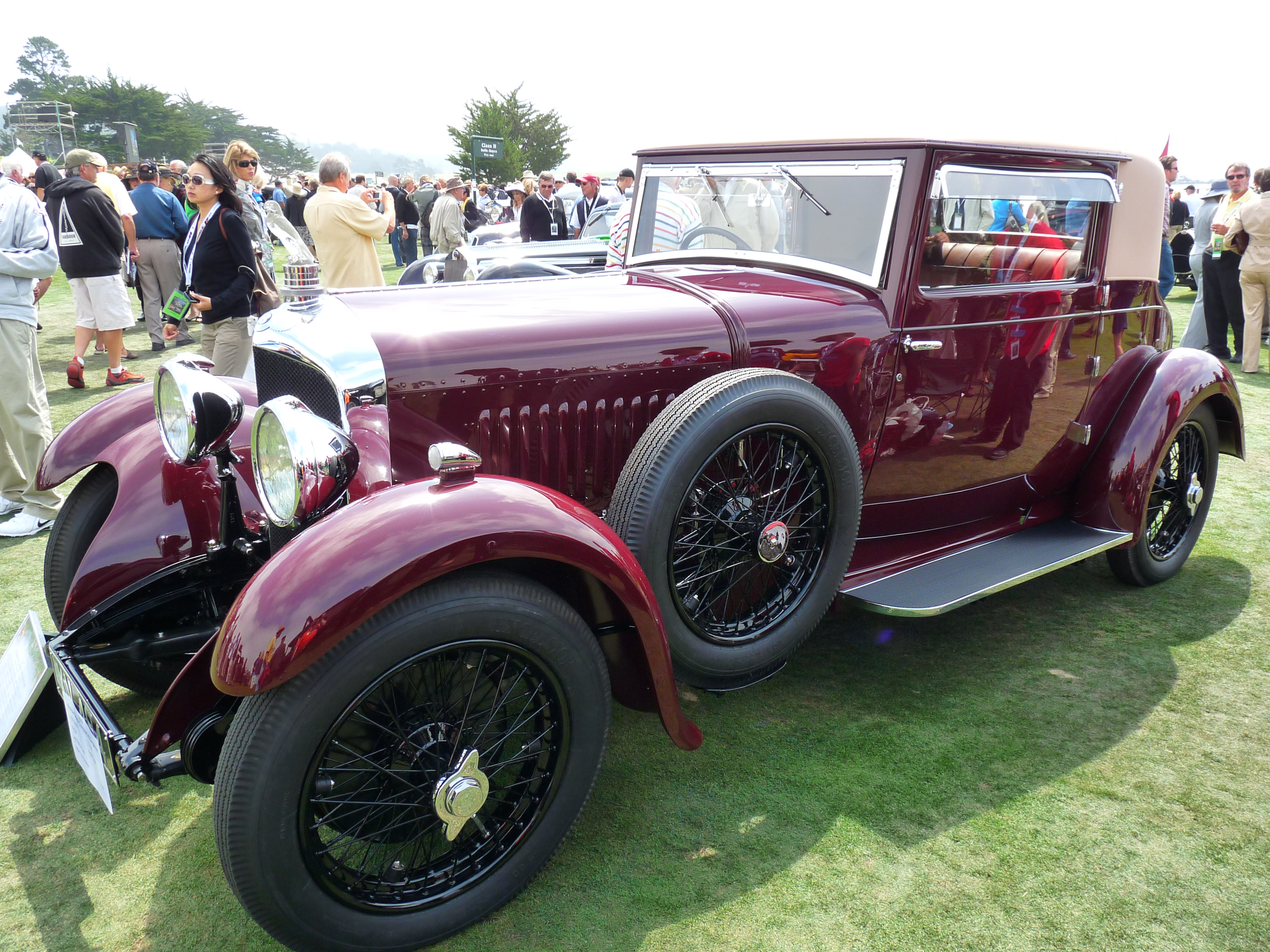

### Blower Bentley

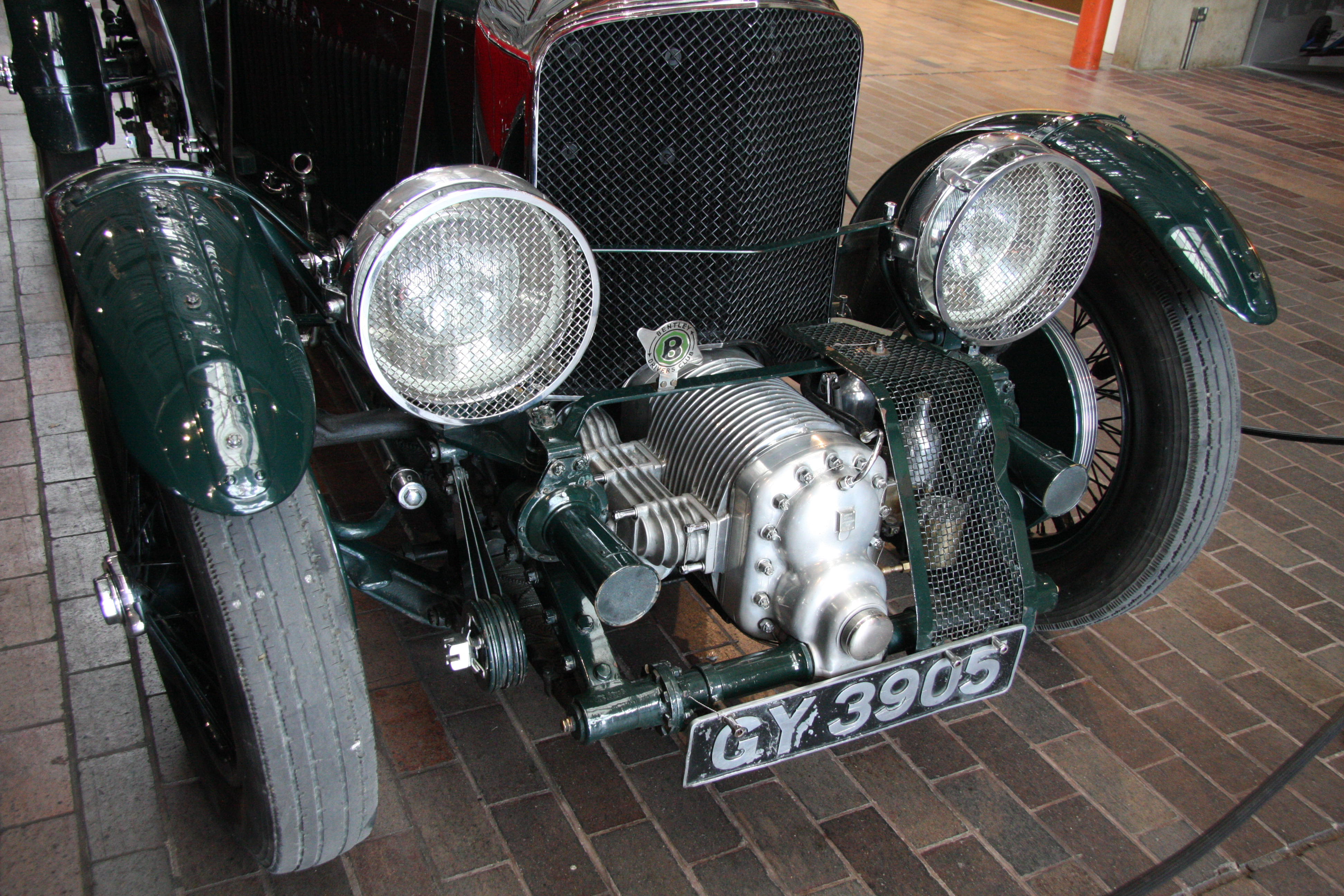
Frente de um "Blower Bentley", mostrando o superalimentador em frente à grade

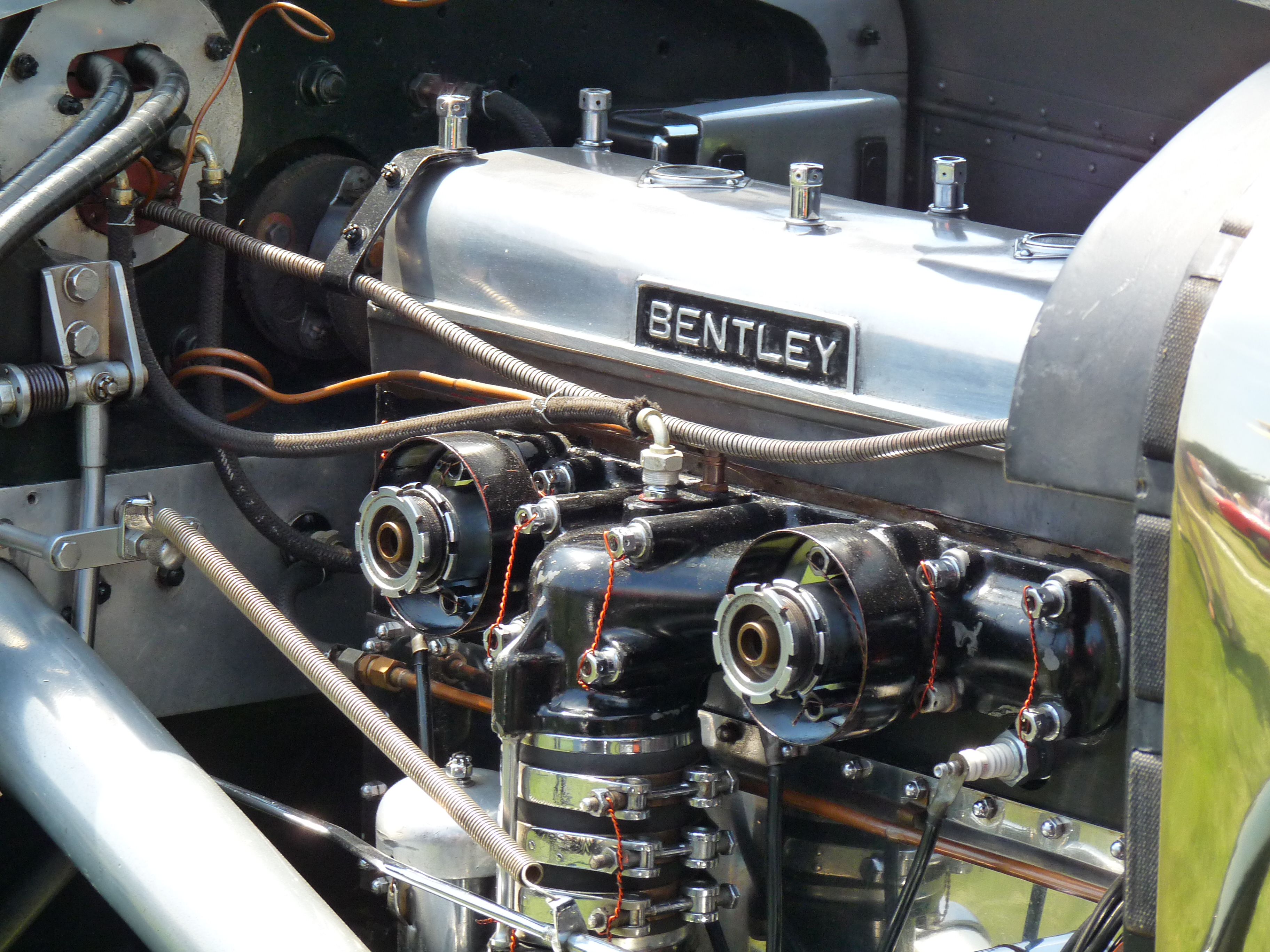
Coletor de admissão de um "Blower Bentley"

A diferença essencial entre o Bentley 4½ Litre e o Blower era a adição de um superalimentador do tipo Roots ao motor Blower pelo engenheiro Amherst Villiers, que também havia produzido o superalimentador. W. O. Bentley, como engenheiro-chefe da empresa que havia fundado, recusou-se a permitir que o motor fosse modificado para incorporar o superalimentador. Como resultado, o superalimentador foi colocado na extremidade do virabrequim, em frente ao radiador. Isso deu ao Bentley Blower uma aparência facilmente reconhecível e também aumentou a subviragem do carro devido ao peso adicional na frente. Uma proteção protegia os dois carburadores localizados na entrada do compressor. Proteção semelhante foi usada, tanto no 4½ Litros quanto no Blower, para o tanque de combustível na traseira, porque uma pedra lançada perfurou o 3 Litre de Frank Clement e John Duff durante as primeiras 24 Horas de Le Mans, o que contribuiu para sua derrota.
O virabrequim, os pistões e o sistema de lubrificação eram específicos para o motor Blower. Ele produzia 175 hp a 3.500 rpm no modelo de turismo e 240 hp a 4.200 rpm na versão de corrida, potência superior à desenvolvida pelo Bentley 6½ Litre.
Em 2019-2020, a Bentley digitalizou todos os 630 componentes que compunham o Blower para recriá-lo digitalmente e criar 12 novos modelos. Em dezembro de 2020, foi apresentado o Bentley Blower Car Zero, o primeiro exemplar da Blower Continuation Series. O carro foi construído em Crewe de acordo com as especificações históricas e com base nos processos de produção da época.

4½ Litre superalimentados
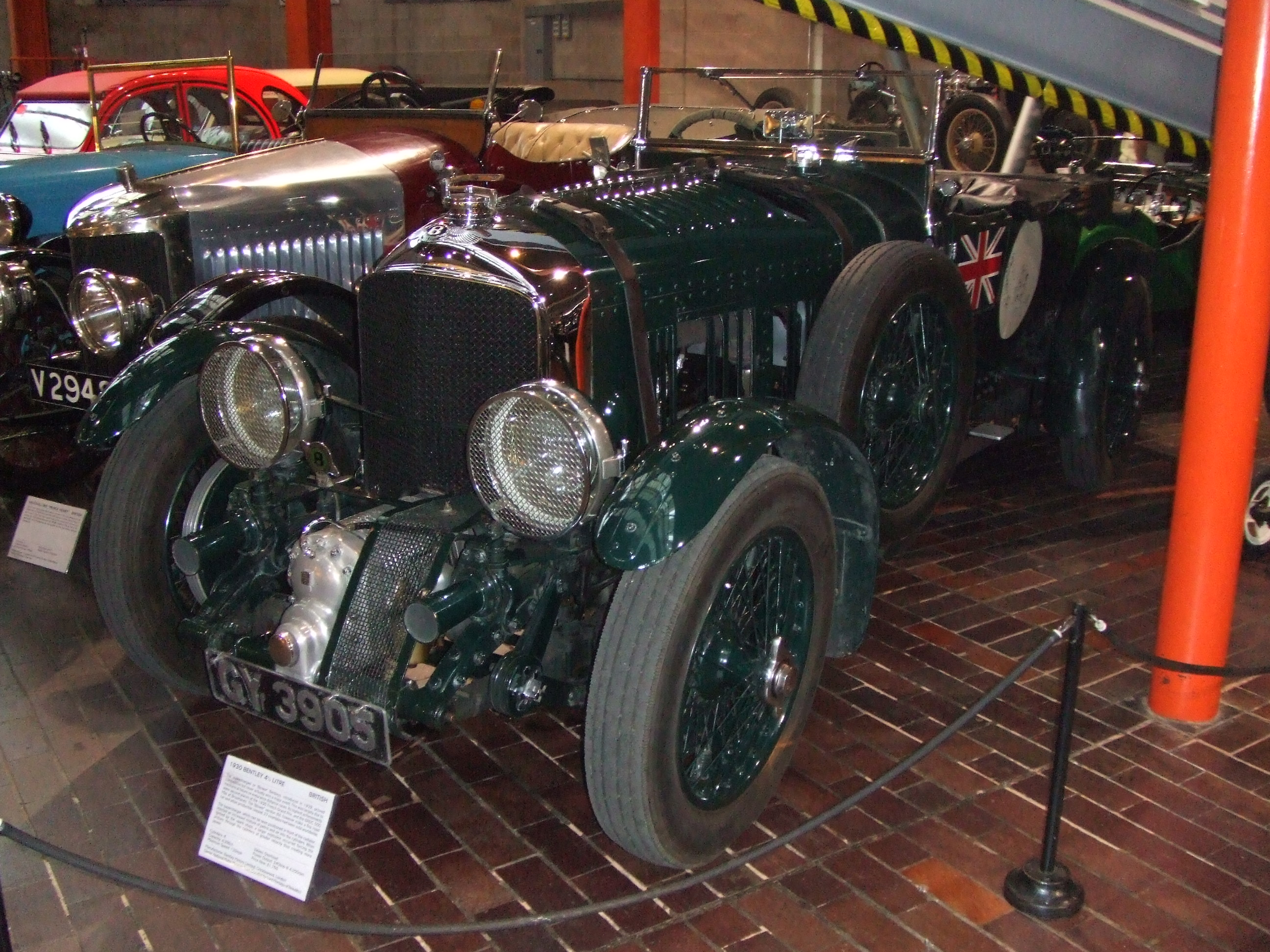
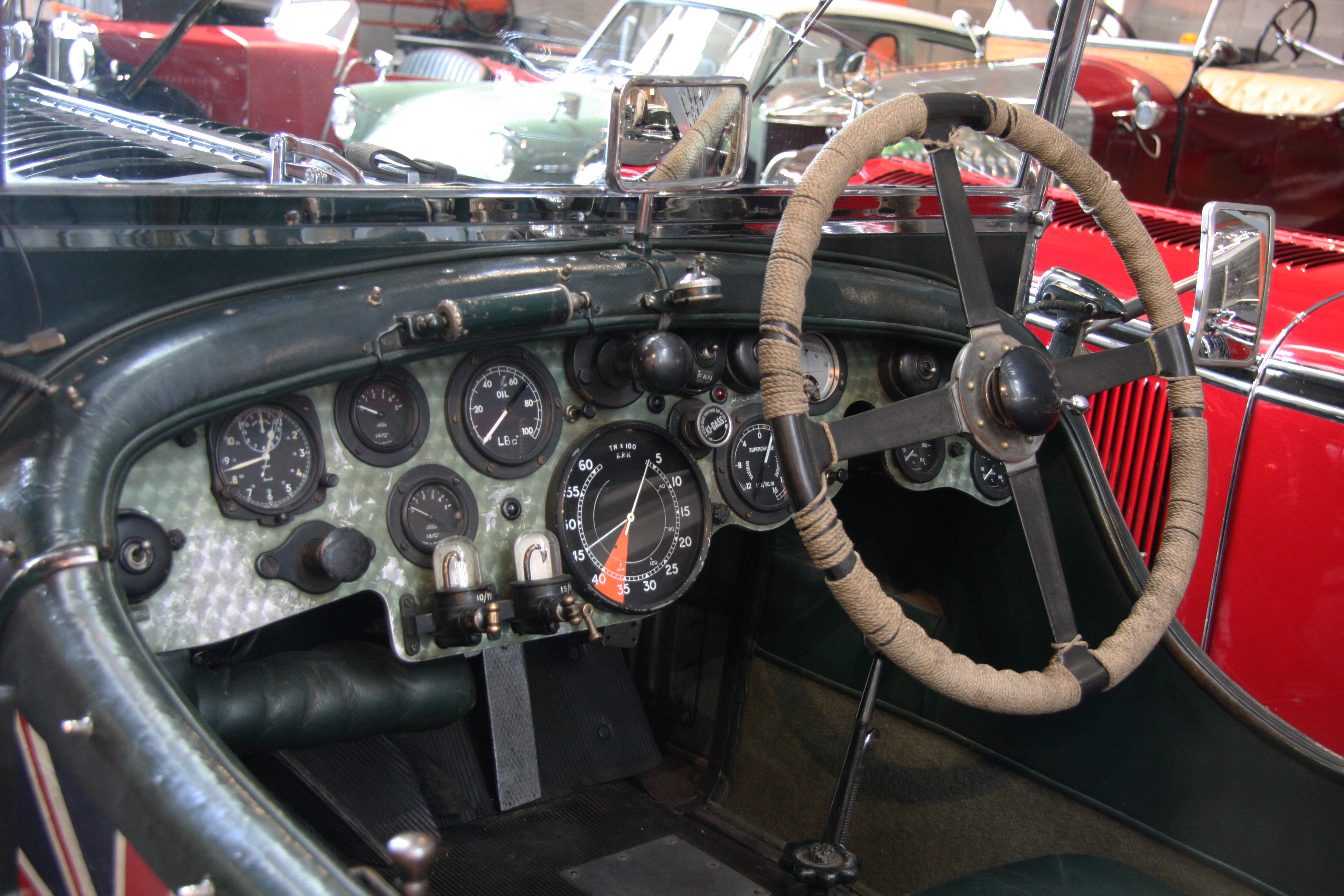
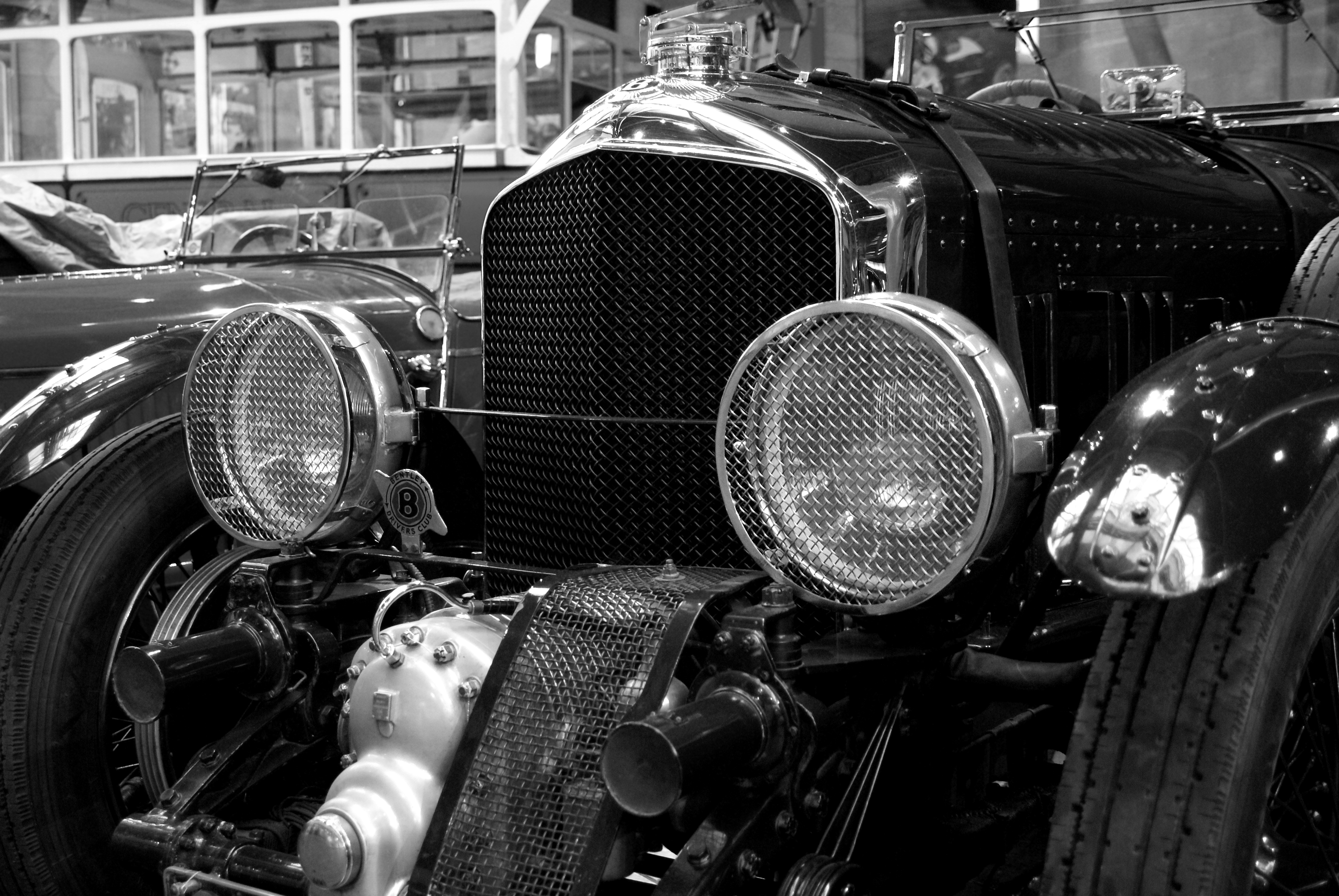
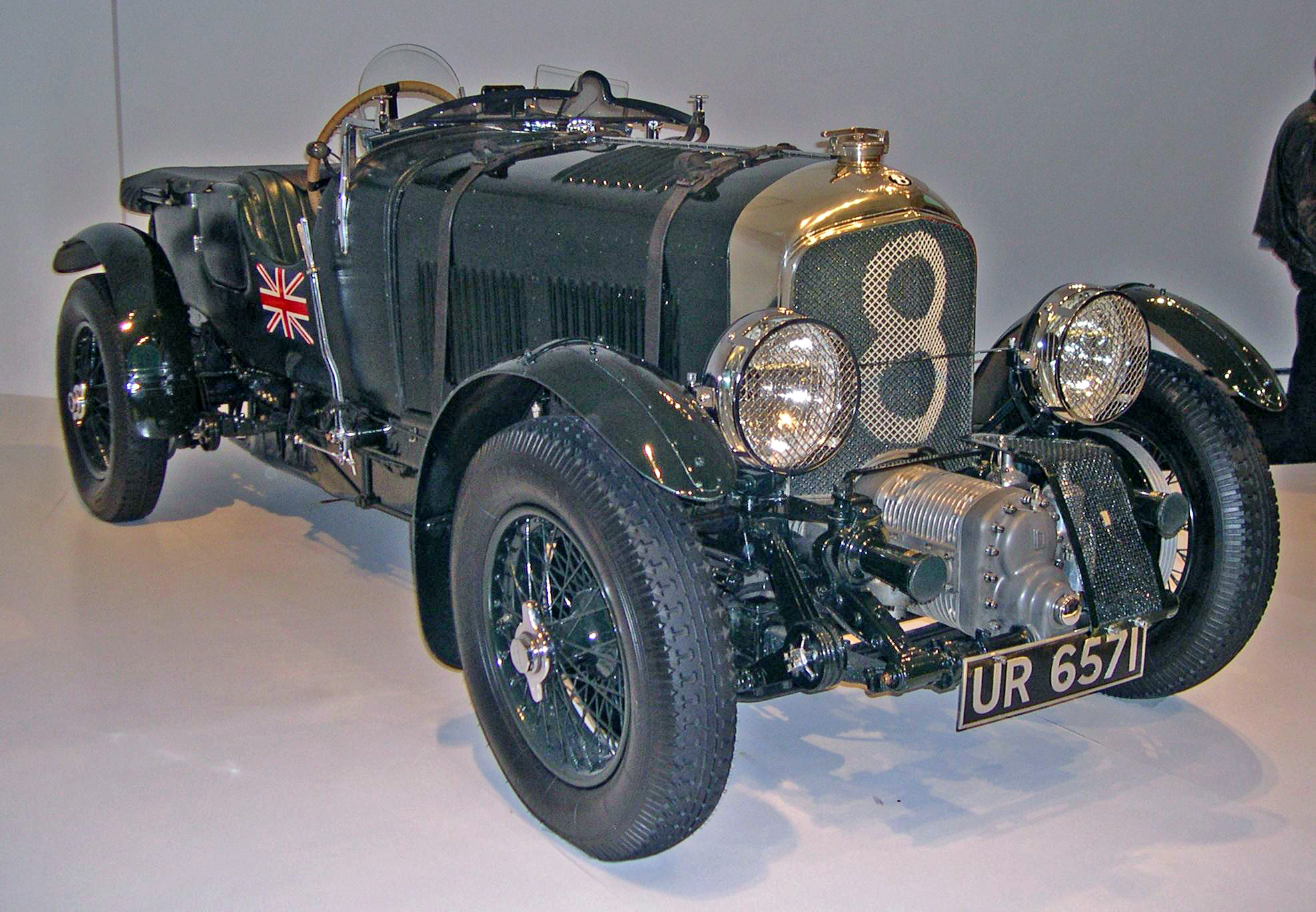

## Desempenho de competição

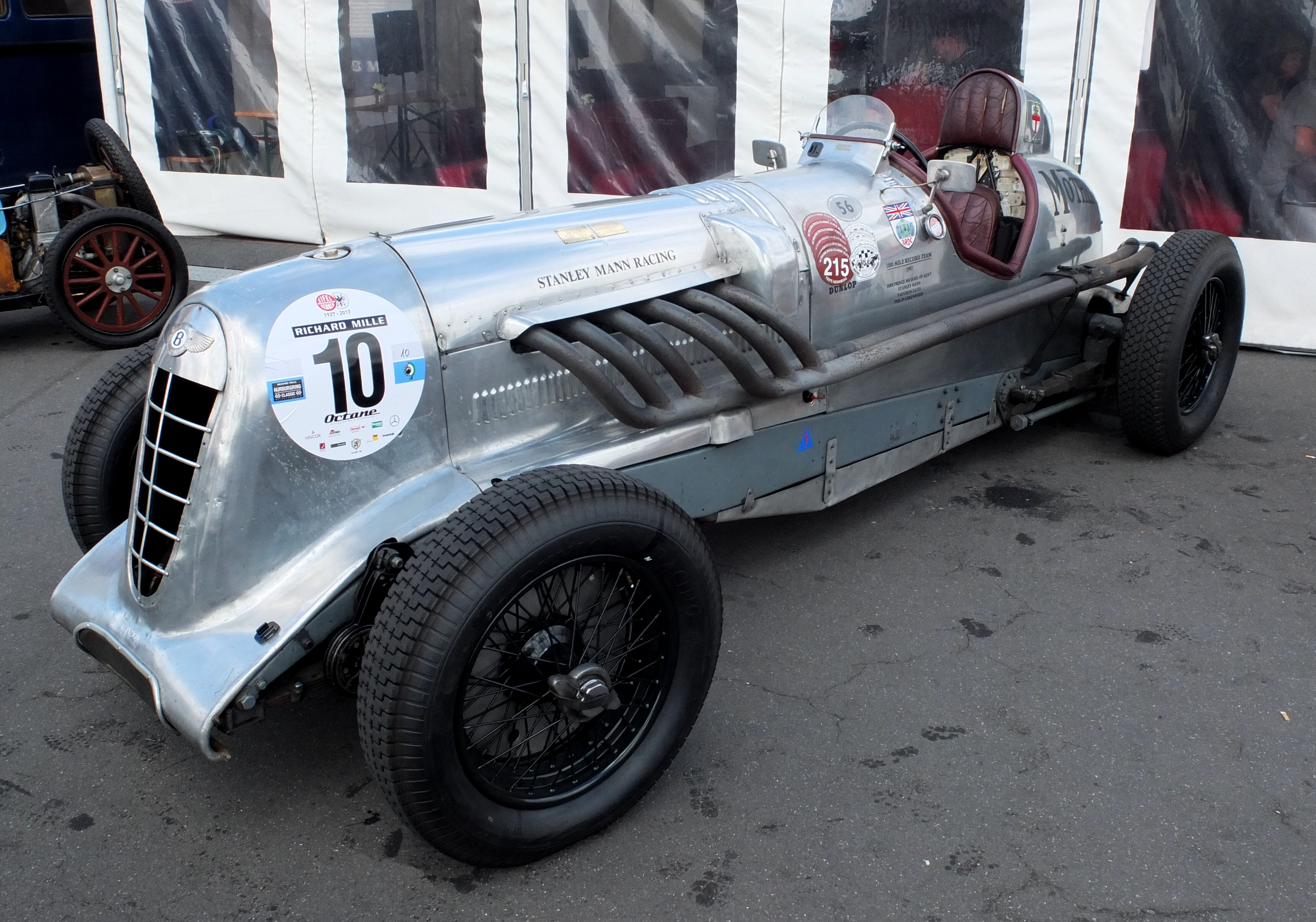
Carro de corrida Bentley "Mother Gun", construído em 1927, motor de 4,5 L

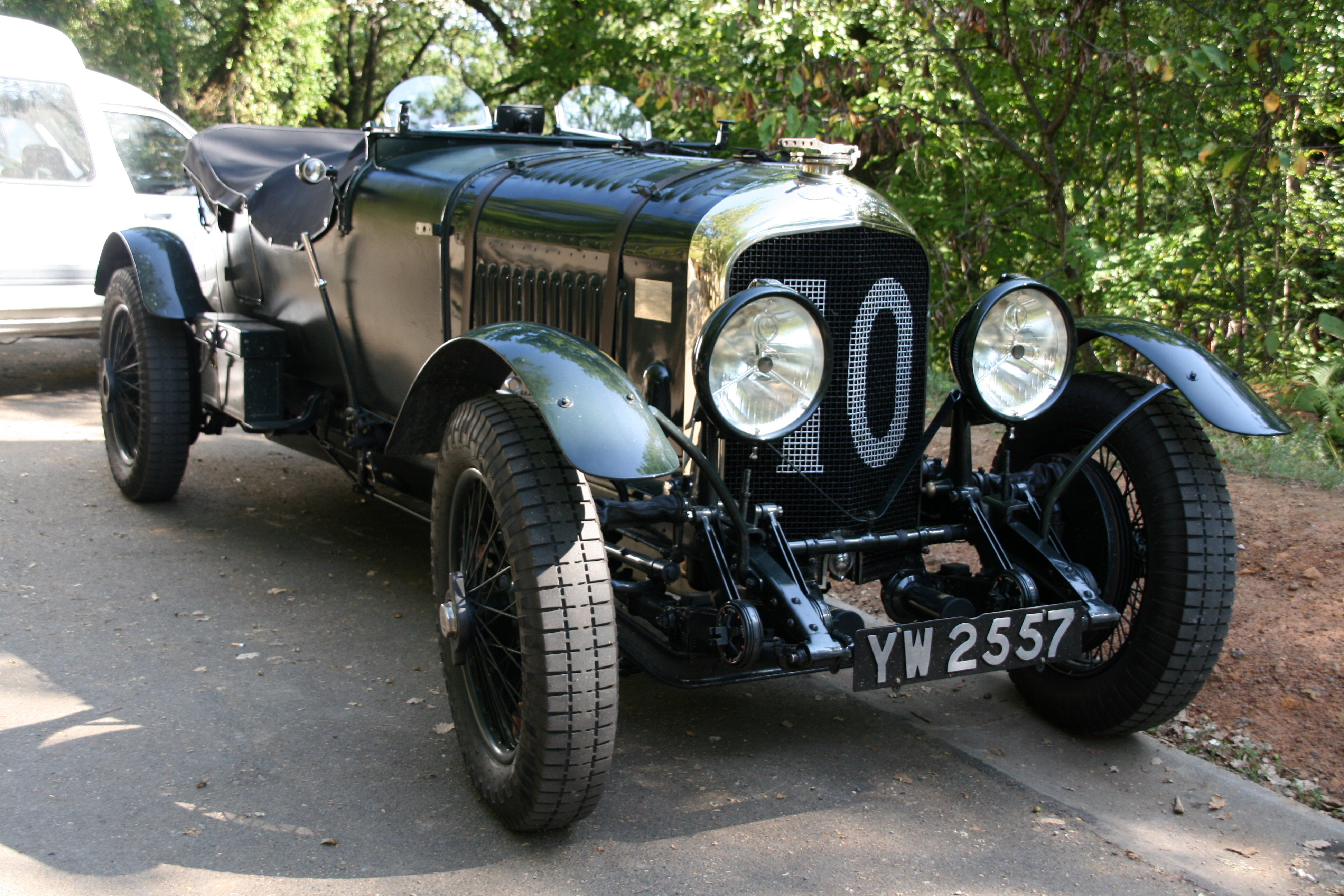
Bentley 4½ Litre No. 10 ficou em terceiro lugar nas 24 Horas de Le Mans de 1929

Entre 1927 e 1931, o Bentley 4½ Litre competiu em diversas competições, principalmente nas 24 Horas de Le Mans. A primeira foi o Old Mother Gun nas 24 Horas de Le Mans de 1927, pilotado como protótipo antes da produção. Favorito para vencer, ele sofreu um acidente e não terminou a corrida. Seu desempenho foi suficiente para a Bentley decidir iniciar a produção e entregar os primeiros modelos no mesmo ano.
Longe de ser o mais potente das competições, o 4½ Litre de Woolf Barnato e Bernard Rubin competiu lado a lado com o Stutz Blackhawk DV16 de Charles Weymann, estabelecendo um novo recorde de velocidade média de 111,12 km/h; Tim Birkin e Jean Chassagne terminaram em quinto lugar. No ano seguinte, três 4½ Litre terminaram em segundo, terceiro e quarto, atrás de outro Bentley, o Speed Six, que possuía dois cilindros a mais.
O 4½ Litre naturalmente aspirado era conhecido por sua boa confiabilidade. Os modelos superalimentados, não; os dois modelos Blower inscritos nas 24 Horas de Le Mans de 1930 por Dorothy Paget, um dos quais era copilotado por Tim Birkin, não completaram a corrida. Em 1930, Birkin terminou em segundo lugar no Grande Prêmio da França, no Circuito de Pau, atrás de um Bugatti Type 35. Ettore Bugatti, irritado com o desempenho da Bentley, chamou o 4½ Litre de "o caminhão mais rápido do mundo". O Type 35 é muito mais leve e consome muito menos gasolina. Os Bentleys Blower consomem 4 litros por minuto em velocidade máxima.
Apesar do histórico de baixa confiabilidade do Blower, Mildred Bruce, uma piloto britânica, estabeleceu um recorde de distância de 24 horas em Montlhéry, com uma velocidade média de 143,9 km/h. Em 1930, o Daily Herald ofereceu um troféu para o piloto mais rápido em um evento em Brooklands. No primeiro ano, Tim Birkin e Kaye Don competiram e Kaye Don venceu com uma velocidade de 221,41 km/h. Em 1932, Tim Birkin venceu dirigindo seu Blower vermelho "Monoposto", marcando 222,03 km/h.
| Ano  | Competição               | Posição | Pilotos                                | Equipe              | Modelo           |
| ---- | ------------------------ | ------- | -------------------------------------- | ------------------- | ---------------- |
| 1928 | 24 Horas de Le Mans      | 1       | Woolf Barnato Bernard Rubin            | Bentley Motors Ltd. | Bentley 4½ Litre |
| 1929 | 24 Horas de Le Mans      | 2       | Jock Lawson Dunfee Glen Kidston        | Bentley Motors Ltd. | Bentley 4½ Litre |
| 1929 | 24 Horas de Le Mans      | 3       | Dr. Dudley Benjafield André d’Erlanger | Bentley Motors Ltd. | Bentley 4½ Litre |
| 1930 | Grande Prêmio da França  | 2       | Sir Henry (Tim) Birkin                 | Bentley Motors Ltd. | Blower Bentley   |
| 1930 | 500 milhas de Brooklands | 2       | Dr. Dudley Benjafield Edward R. Hall   | Bentley Motors Ltd. | Bentley 4½ Litre |

## Fim da produção

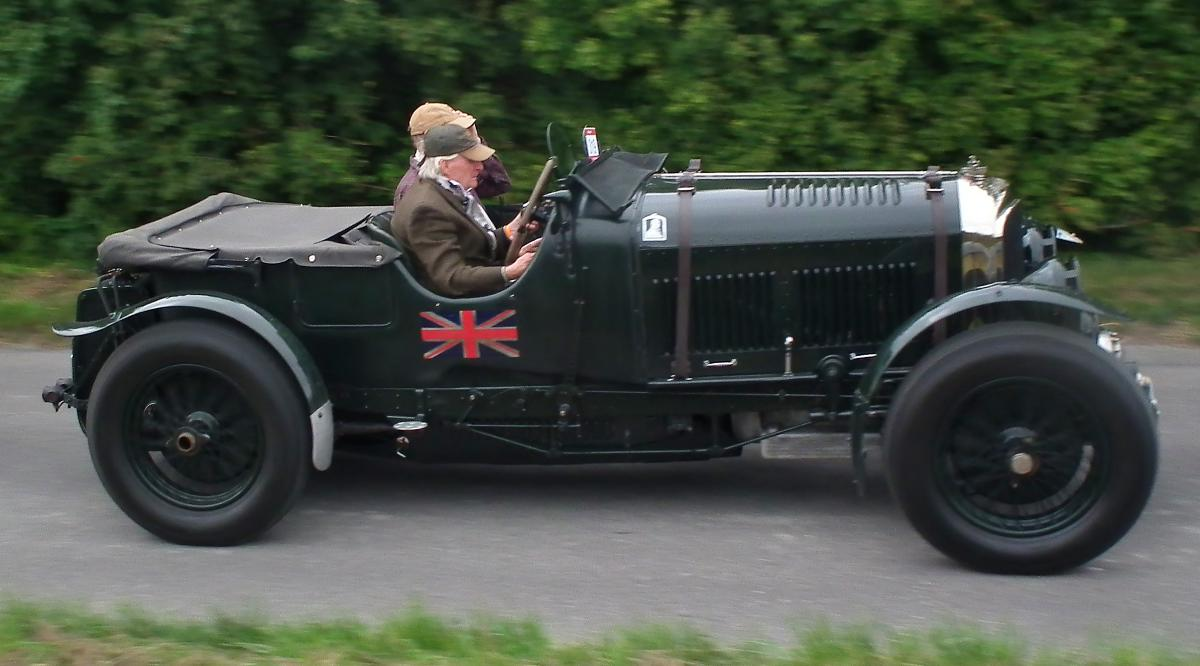
Carro superalimentado GN1767
na colina Kop em 22 de setembro de 2013

Em novembro de 1931, após vender 720 cópias do 4½ Litre — 655 naturalmente aspirados e 55 superalimentados — em três modelos diferentes (Tourer, Drophead Coupé e Sporting Four Seater), Bentley foi forçado a vender sua empresa para a Rolls-Royce por £ 125.175, vítima da recessão que atingiu a Europa após a crise de Wall Street em 1929.

## Situação atual

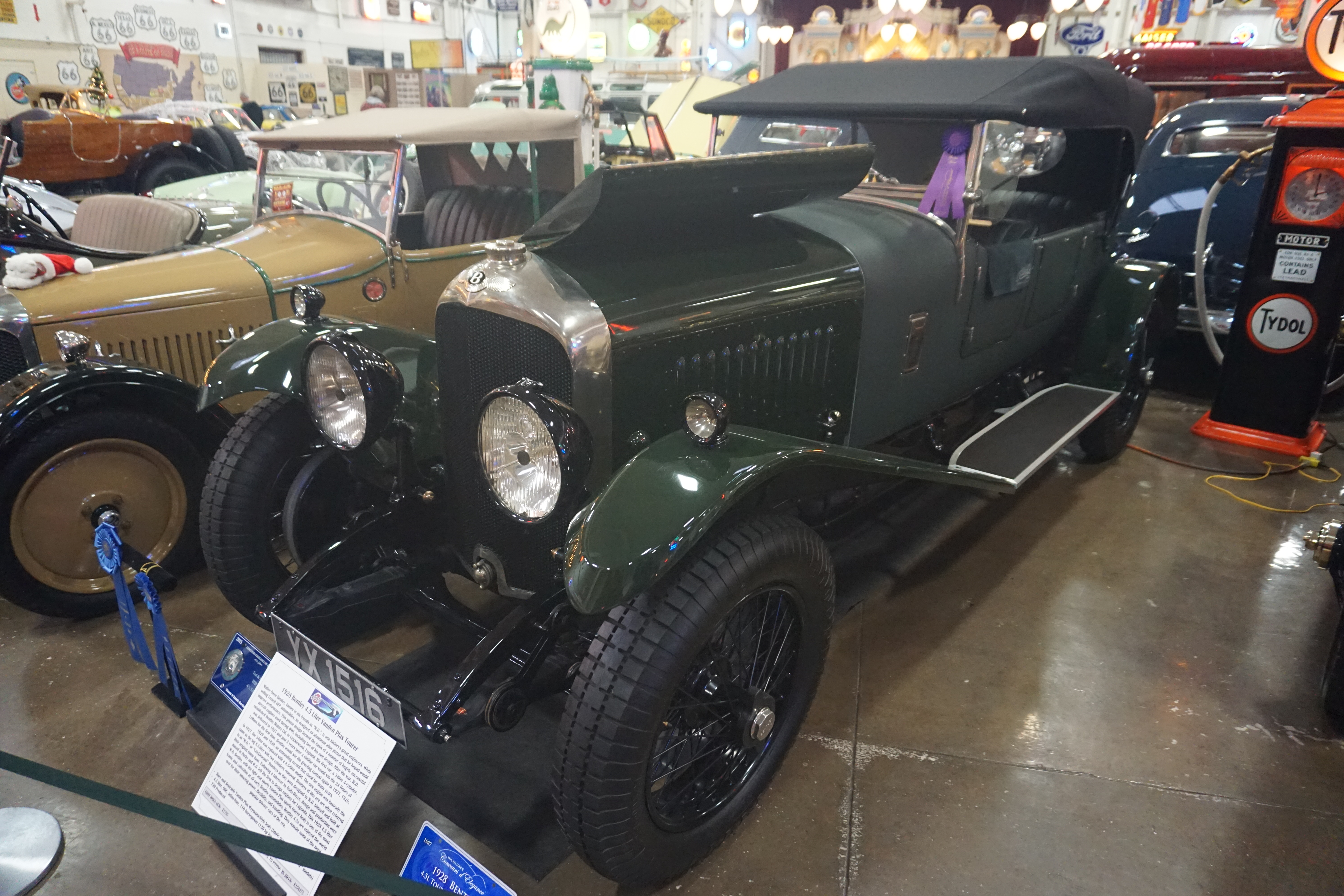
Bentley 4½ Litre 1928 na Stahls Automotive Collection

Em 2013, os automóveis Bentley de 4,5 litros daquele período entre guerras – a "Belle Époque" do automóvel para alguns – eram vendidos por cerca de € 1.000.000. Os Blowers podem valer mais de € 7 milhões e são cobiçados por colecionadores, apesar de nunca terem vencido uma única corrida. Para muitos, o 4,5 litros é para os automóveis o que a Spitfire é para as aeronaves.

## Na cultura popular
James Bond dirige um Blower Bentley 1930 nos três primeiros romances de Ian Fleming com o personagem: Casino Royale, Live and Let Die e Moonraker. Nos livros, Bond dirige um dos últimos Blower Bentleys construídos, um cupê conversível cinza-couraçado, com faróis French Marchal.